# Александър Петров (поет)
Александър Петров е български поет, автор на текстовете на много поп и рок песни – „Любовта, без която не можем“, „Бъди какъвто си“, „Богатство“, „Жулиета“ и др. Негови са и текстовете на песни, емблематични за прехода на България към демокрация като „Времето е наше“, „Последен валс“, „Развод ми дай“.
Роден е в София на 23 септември 1953 г. в семейството на строителен инженер и художничка. Завършва българска филология в СУ „Климент Охридски“.